# هاينريش أوغست فون لوسبرغ
هاينريش أوغست فون لوسبرغ ( ١٢ يوليو 1717 في سيلباخ 13 يونيو 1793 في بلومبيرج ) كان ملازمًا عامًا من ناخبي هيسن .

## حياته
ولد هاينريش أوغست فون لوسبرغ كابن للضابط يوهان هاينريش فون لوسبرغ (1676-1726) وزوجته إيفا إليزابيث سيبيل فون غريفندورف (1675-1768)، بعد تعليمه في المدرسة بدأ هاينريش أوغست مسيرته العسكرية في جيش هيسن كاسل ثم تم ترقيته في عام 1734 إلى رتبة فنريخ في الفرقة الثانية للجيش الرئيسية، تم ترقيته إلى رتبة ملازم ثانٍ في عام 1739 وكابتن في عام 1745.
عاد إلى الحياة المدنية في عام 1750 وانضم إلى خدمة كونت ليبه حيث أصبح حاكم القصر في عام 1752 وشغل منصب المارشال حتى عام 1758. عاد في عام 1759 إلى جيش هيسن كاسل وأصبح مساعدًا عامًا للأمير الوريث فريدريش من هيسن برتبة عقيد للفرقة و في العام التالي تم تعيين فون لوسبرغ إلى رتبة عميد وقائد الفرقة وفي عام 1763 أصبح لديه رتبة لواء، كما تم في عام 1770 تعيينه كقائد للفرقة رقم 2 للمشاة برتبة لواء.
كما قامت فرقة لوسبرغ من مارس 1776 حتى أكتوبر 1783 بخدمة الجانب البريطاني في حرب الاستقلال الأمريكية.
في عام 1783 أصبح نائب حاكم وفي عام 1784 أصبح حاكمًا لحصن رينتيلن. في عام 1787 احتل لمدة ثلاثة أشهر مقاطعة شاومبورغ-ليبه مع عاصمتها بيوكهبورغ. في عام 1789 أصبح قائدًا في كاسل ورئيسًا لمجلس الحرب.

## عائلته
في 20 يناير 1752 تزوج هاينريش أوغست فون لوسبرغ في ديتمولد من ويلهيلمينا فريدريكة كريستوفينا فون بيديريت (1732-1769) وهي ابنة الريتماستر أنتون غونتر فون بيديريت وصوفي آنا كريستيان فون إكستردي وهي صاحبة مزرعة دونوبشين في بلومبرغ.
لاحقًا انتقلت المزرعة إلى ملكه و له عدة أبناء منهم فريدريش ويلهلم (اللواء في الجيش الكورهيسي) وفريدريش جورج (1778-1807، ريتماستر في الفرقة الثانية للدروجون الأمير فون تاكسي).

## الجوائز
- في 5 مارس 1769 عُيَّن فارسًا في أمر فارسية الفضيلة العسكرية.
- وسام الأسد الذهبي .

1. 1 2  مذكور في: السيرة الذاتية الألمانية. مُعرِّف الفهارس الألمانية (DtBio): 137872860. الوصول: 31 يوليو 2018. الناشر: المكتبة البافارية الحكومية. لغة العمل أو لغة الاسم: الألمانية.
2. 1 2  مُعرِّف الملف الاستنادي المُتكامِل (GND): 137872860. مذكور في: كتالوج المكتبة الوطنية الألمانية. الوصول: 17 يوليو 2021. لغة العمل أو لغة الاسم: الألمانية.